# 赤色テロ

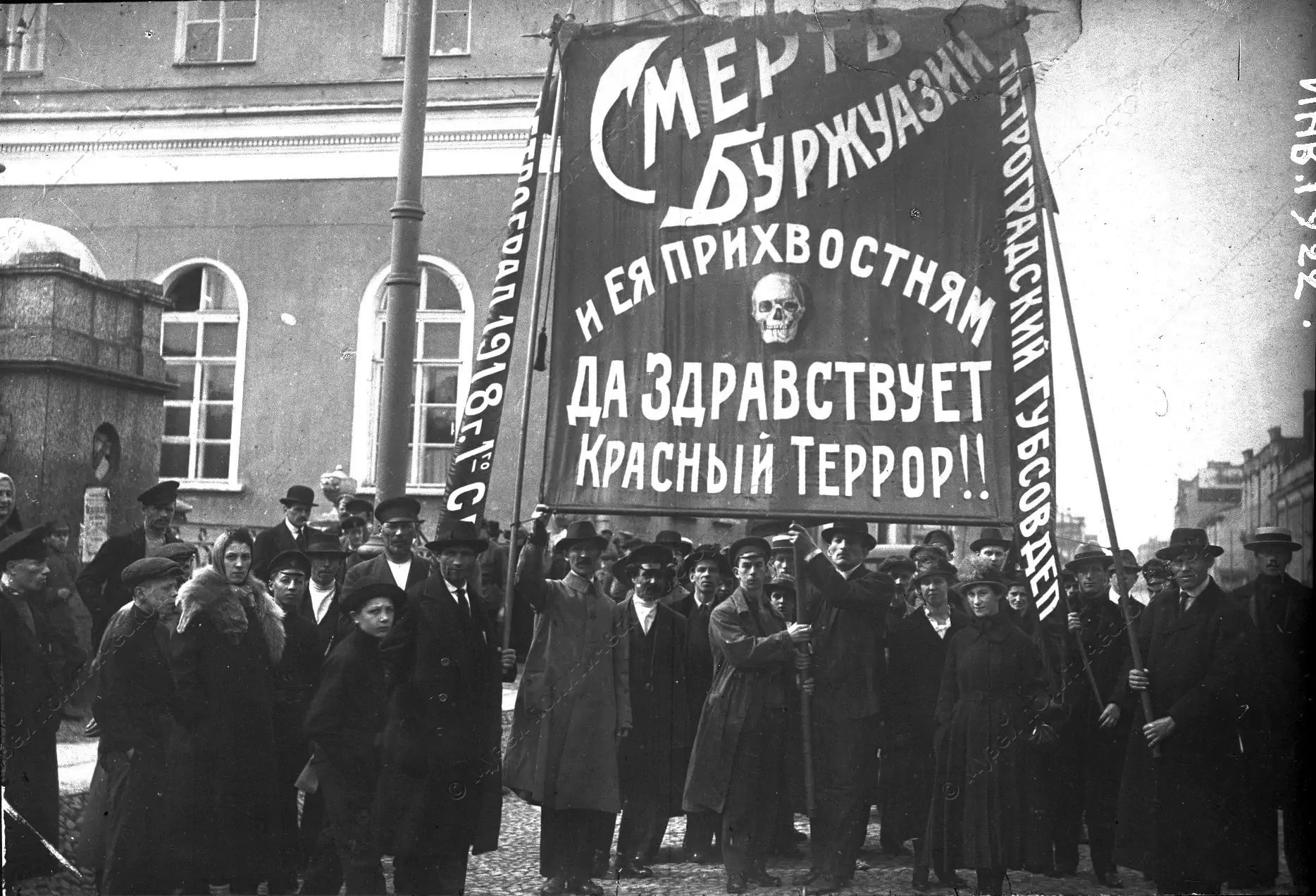
「ブルジョワジーとその飼い犬に死を – 赤色テロル万歳」と書かれたプロパガンダポスター。ペトログラード。

赤色テロ（せきしょくテロ、英語: Red Terror、ロシア語: красный террор, tr. krasnyj terror）、赤色テロル（せきしょくテロル）とは、共産主義者が行なう反政府的暴力行為、革命勢力や反政府勢力、共産主義国が起こすテロ (テロリズム)である。特に、ソビエト・ロシアにおいて、ボリシェヴィキおよび秘密警察チェーカーによって実行された政治的弾圧と大量虐殺、ロシア革命後の1918年9月初めから始まり、1922年まで続いたテロリズムを指す。また、ロシア内戦（1917-1922年）を通じて行われたボリシェヴィキによる政治的弾圧を指す。
対義語は白色テロで、これは為政者・政府が反政府運動や革命運動に対して行う弾圧、復古勢力や政府が起こすテロのことをいう。ロシア内戦時には、白軍によって実行されたテロ行為を指す。
ソビエトにおける赤色テロは、ソビエトの歴史学において、ロシア内戦中の反革命勢力(白軍)に対する戦時作戦として正当化されてきた。

## レーニンのテロリズム

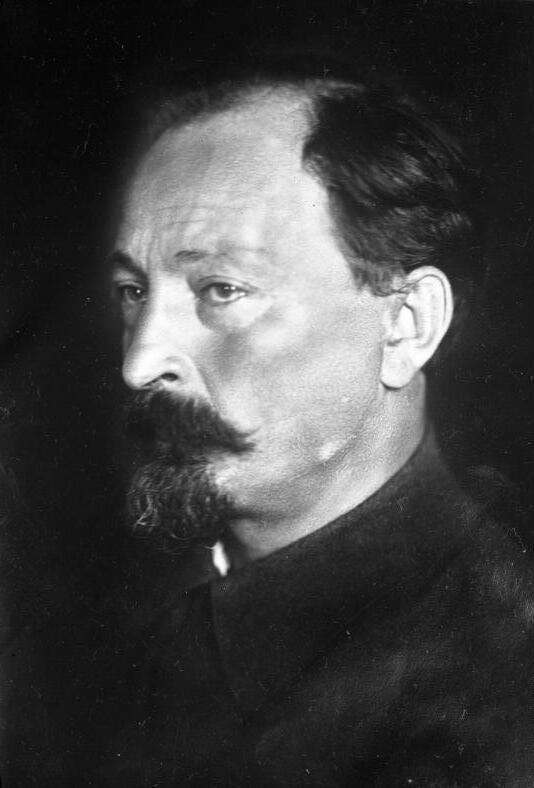
反革命・サボタージュ取締全ロシア非常委員会（チェーカー）初代議長フェリックス・ジェルジンスキー

赤色テロルとは、内戦期に秘密警察チェーカーが行ったテロルのことである。チェーカーまたはチェカーとは「反革命・サボタージュ取締全ロシア非常委員会」の略称である。
ウラジーミル・レーニンは、早くから革命にはテロリズムが必要であると考え、全面的テロルに訴えることにレーニンはためらうことはなかった。レーニンはフランス革命におけるジャコバン派による革命的テロリズムを必要な美徳とみなし、ボルシェビキをジャコバン派と呼ぶことを喜んで受け入れた。カール・カウツキーは、「テロリズムは革命の本質であり、革命を望む者はテロリズムと何らかの形で折り合いをつけなければならない」と考える革命的テロリズムが蔓延しているが、その典拠としてフランス革命の恐怖政治が用いられていると述べた。
レーニンはまた、自らの兄アレクサンドル・ウリヤノフも信奉したロシアの虚無主義、セルゲイ・ネチャーエフから影響を受けた。ネチャーエフは『革命家のカテキズム』において「目的は手段を正当化する」としてテロルの正統性を主張した。レーニンは「帝室一家の誰を殺すべきかについて、ネチャーエフは「ロマノフ家全員だ」と答えている。あれは天才だ」と絶賛している。
レーニンは1917年春、2000-3000人のブルジョワを根絶すれば、社会主義革命は簡単に実現できるのだと確信しており、また、トロツキーは、脅しは政治の強力な手段であり、敵を根絶するためのテロルの理念的根拠を主張した。
レーニンは「われわれは、人民の意志を実行すべき強制機関に、国家を転化させることを望んでいる。われわれは、勤労者の利益のために暴力を組織することを望んでいる。」とものべた。

## 赤色テロルの開始：チェーカーの誕生
十月革命後のゼネラル・ストライキに対処するために1917年12月20日に秘密裡に反革命・サボタージュ取締全ロシア非常委員会が創設された。
1917年12月19日、レーニンと人民委員会議はフェリックス・ジェルジンスキーに悪質な政府内のサボタージュを鎮圧するための非常特別委の設置を委ねた。12月20日の人民委員会議において、ジェルジンスキーによる「サボタージュとの闘争非常特別委員会」の組織化が報告され、人民委員会議直属機関として「人民委員会議付置全ロシア非常特別委員会(チェーカー)」の設置が決議された。翌1918年10月28日、全ロシア中央執行委幹部会の条例において「チェーカーは人民委員会議の組織であり、内務・司法人民委員部と協力して活動する」と正式に規定された。このチェーカーは、レーニンの意志を体現する機関であり、レーニンの直轄組織だった。チェーカーは、赤色テロルによって肥大化し、ボリシェヴィキ権力の支配構造の要となった。チェーカーはルビャンカを接収して置かれたが、そのときすでに35個大隊、4万の兵力を持っていた。
チェーカー創設後の1917年12月24-27日にレーニンは「マルクス主義者にとって、社会主義は「取り入れる」ものではなく、非常に激しく、非常に性急な階級闘争において形になるのだ。それは熱狂と絶望の高みに達し、内戦にいたる。資本主義から社会主義への間には、長い陣痛の時期がある。暴力は常に古い社会の助産師なのだ」と暴力によるテロリズムを肯定した。
1917年12月の文書「競争をどう組織するか」でも以下のようにテロルを肯定した。
社会主義への移行に不可欠な打破と支配は、人民によってのみ実行することができる。労働者と農民大衆の自発的で誠実な協力だけが、金持ち、ならず者、怠け者、暴徒を打ちまかし、支配することができる。革命的熱狂による協力によってこそ、これらの呪われた資本主義社会の遺物、人類のカス、絶望的に腐敗し萎縮した手足、この伝染、この疫病、この資本主義から受け継いだ社会主義の潰瘍を、征服することができる。(…)
人民の敵、社会主義の敵、労働者階級の敵に容赦はいらない！金持ちとその腰巾着であるブルジョア知識人に死をもたらす戦争を！ならず者、怠け者、暴徒との戦争を！　かれらはすべて同じ血統である。資本主義の子供にして、貴族とブルジョア社会の子孫。一握りの者が人々を略奪し侮辱する社会。貧困と欲求が何千もの人々を乱暴、腐敗、悪党の道に押し込み、彼らに人間の外見をすべて失わせた社会。(…)
金持ちと悪党は同じコインの表と裏であり、資本主義が育てた2つの主要な寄生虫のカテゴリーであり、社会主義の第一の敵である。これらの敵は、全人民の特別な監視下に置かなければならない。社会主義社会の法と規則を少しでも破った敵は、容赦なく処罰されなければならない。この点において、弱さ、ためらい、あるいは感傷的な態度を示すことは、社会主義に対する重大な犯罪となるだろう。
さらに、具体的な手法として以下のように述べた。
金持ち、ならず者、怠け者を打ち破り支配する何千もの実践形式や手法は、コミューンや都市や農村の小部隊によって考案され、実際に試されなければならない。実践の多様性が効果を保証し、ロシア全土からあらゆる寄生虫、ノミ、悪党、金持ちなどを一掃するというひとつの共通目的を達成することを保証する。
ある所では、金持ちが20人、ならず者が12人、（暴徒や、ペトログラードの党の印刷所の植字工がサボるように）仕事をサボる労働者が6人が投獄される。
次の所では、彼らは便所の掃除をさせられる。
第三の所では、刑期を終えた者に「黄色い切符」が渡され、彼らが更生するまで有害者としてみんなで監視する。
第四の所では、怠け者の10人に1人はその場で即座に銃殺されるだろう。

第五の所で、混合方式が採用される。例えば、金持ち、ブルジョア知識人、矯正可能なならず者や暴徒には、更生する機会が仮放免によって速やかに与えられる。多様性が増すほど、我々の一般的な経験はより良く豊かになり、社会主義の成功はより確実かつ迅速になり、そして実践によって――なぜなら実践だけが考案できるから――闘争の最善の方法と手段を考案することがより容易になるだろう。
チェーカーは、犯罪調査委員会でもなく法廷でもなく、国内で活動する軍事組織であるとされ、「チェーカーは敵を裁くのでなく、粉砕する。それは敵陣にある全員を容赦せず焼き尽くす」と規定された。
1918年1月8日、人民委員会議は、抵抗する者、反革命的煽動者(アジテーター)は銃殺されると宣言し、裁判と審理なしの現場での処刑が復活した。ヴェーチェーカーも反革命的アジテーターは容赦なく銃殺されると宣言し、カルーガ県では懲罰課税のコントリビューツィア税の未納者が、ヴヤトカでは夜間外出者に対して、ブリヤンスクでは大酒飲みが、ルィビンスクでは通りで群がる者が、それぞれ銃殺されると宣告された。
レーニンは1918年1月14日会議「飢饉との戦いについて」でも「テロリズムに頼らない限り、われわれは何も達成できない。投機家はその場で撃ち殺さなければならない。略奪者（盗人）にも断固たる対処をしなければならない。彼らはその場で銃殺されなければならない」と主張し、投機するために食料を隠したり、盗んだりする者への処刑を決議した。
1918年1月22日、後の最高革命裁判所主席検事のクルィレーンコは、モギリョフ県の農民におのおのの判断で自らを処罰するよう命じた。北部地区、西シベリア、コミサールは、「罪人が引き渡されないなら、罪人であるかを問わず一人につき十人が銃殺される」と公示し、こうしてサモスード（私刑）が合法化されていった。
1918年1月のタガンローグ市に入ったシーヴェルス赤軍部隊は、降伏した将校、士官学校生徒らへの「懲罰」を実行し、市内全域で家宅捜索が行われ、負傷者、病人問わず殺害された。赤軍は、金属工場で50人の将校らを溶鉱炉に投げ込んだが、工場での捕虜殺害に対しては、共産党に同調する労働者も抗議した。多くの遺体は頭部を打ち砕かれ、人間の形をしていないただの塊に変わっていた。
クリミヤのエヴパトリヤでは1918年1月に赤軍から反革命家とされた800人が処刑された。軍艦ルーマニアでは、上甲板で射殺され、舷側から海に投棄され、溺死した。ほかでは縄や鉄環で手足を縛られ、生きながら海に投棄された。輸送船トルーヴォルでは、耳、鼻、唇、陰茎、腕を切断されたあと、海に投げ込まれた。処刑時に出る悲鳴を消すために、船はエンジン音をうならせた。1月15-17日の三日間で300人が殺害された。クリミヤではタタール住民も何百人も殺害された。
1918年、クバ二州アルマヴィールでは、白軍撤収後に戻ってきたボリシェヴィキは、400人以上の女性子供を含むアルメニア人、ペルシャ人、トルコの避難民を鉄道の路盤で殺害し、都市部では500人以上のアルメニア人を殺害、ペルシャ領事館に押し入った赤軍は、職員や310人のペルシア人を機関銃で殺害した。
ロストフ=ナ=ドヌでは、義勇軍に参加した少年、中学生、神学校生、夜間外出した者、そして無作為に抽出された住民らが、資本家と関係がないのにも関わらず、「資本家を殺せ」「ブルジョワジーを殺せ」というスローガンのもと、銃殺された。

### 死刑の再導入
1918年2月21日、レーニンは「危機に立つ社会主義の祖国」という布告で、敵のエージェント(スパイ)、投機人(不当利得者)、強盗(収奪者)、無頼の徒(ごろつき)、反革命アジテーターを赤衛兵がその場で射殺することを認めた。ここで復活した死刑は帝政時代にも達し得ない範囲にまで達した。司法人民委員のシュテインベルクがそうした苛酷なやり方は革命を破壊すると抗議すると、レーニンは「逆だ。残忍な革命的テロル抜きでの勝利はない」と答えた。シュテインベルクは「そうであれば、＜社会絶滅委員会＞を設立すればいい」と答えると、レーニンは「そうあるべきだが、そうはいえない」と答えた。
1918年5月、シチャスヌィ艦長は、ロシア艦隊の遺棄船を救い、クロンシュタットに曳航したが、その名声をソヴェト権力に利用したとして反逆罪で銃殺された。メンシェヴィキのマールトフは、抗議したが、反響はなかった。

### 皇帝一族の処刑

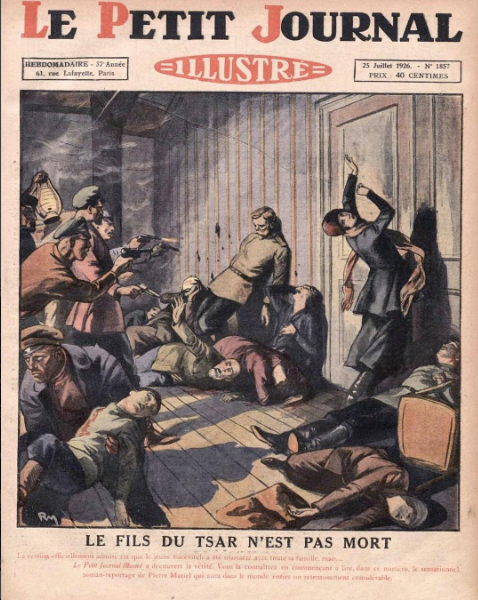
ロマノフ家の処刑, Le Petit Journal

1918年7月17日にはロマノフ朝最後の皇帝であったニコライ2世一家もエカテリンブルクで全員虐殺された。亡命できた者を除いて、その他の皇族や、資産家、クラークなども、「人民の敵」というレッテルを貼られて裁判もなしに殺害された。
さらに、チェーカーは、1918年の夏には、多発する農民反乱の鎮圧にも積極的に関与し、収容所の管理も行なった。
ラーチスは、1918年前半だけで22人が銃殺されたと公式に認めたが、これには公式統計さえも反映されておらず、チェーカー週報でもウラル州だけで35人が処刑されており、メリグーノフは全土で884人が処刑されたという。ペトログラードチェキストのボーキィ報告の統計では、300人が銃殺された。
チェーカーが、政治的テロルを行い始めたのは、7月危機の時期であった。左派エスエルの蜂起に対して、チェーカーは政敵の殺害をはじめ、共産党による一党独裁のための暴力装置になった

## 赤色テロルの宣言：「あらゆる権力をチェーカーに」

### レーニン暗殺未遂事件とウリツキーの暗殺

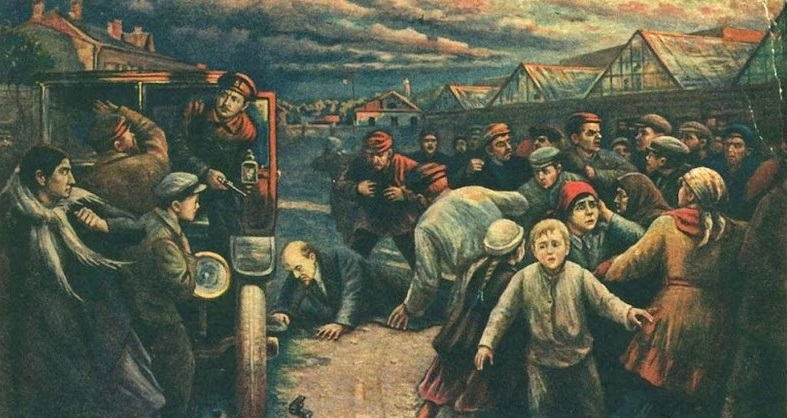
レーニン暗殺未遂事件を描いたVladimir Pchelinの絵画 1927

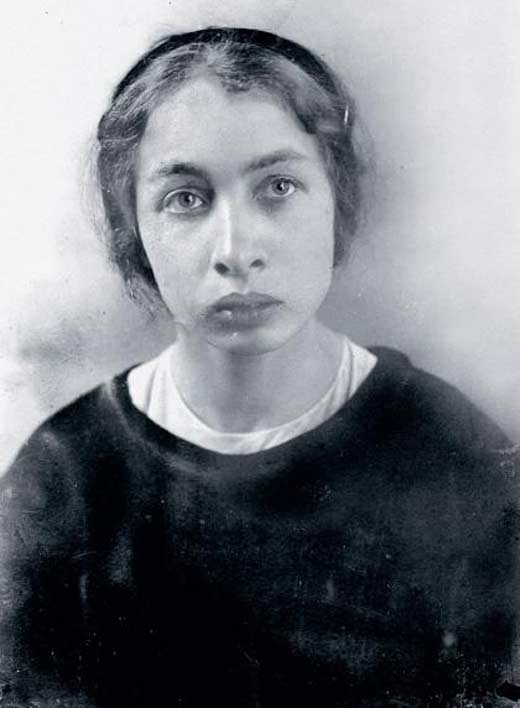
レーニンを銃撃したファニー・カプラン

さらに大きな転機は、レーニン暗殺未遂事件だった。1918年8月30日午後5時、レーニンは工場で演説後、撃たれ、首を貫通し鎖骨でとまった弾丸はわずか1cmで大動脈を外れた。左翼社会革命党（左派エスエル）の党員ファニヤ・カプラン (ファニー・カプラン)がレーニンを狙撃したレーニン暗殺未遂事件が起きた。カプランはレーニンは「裏切り者で、彼が長く生きるほど、社会主義の理念を一段と後退させてしまう」と考え、犯行に及んだ。チェーカーによる尋問中、彼女は次のように供述した。
私の名前はファニャ・カプランです。今日、レーニンを撃ちました。一人でやりました。リボルバーをどこで手に入れたのかは言えません。ずっと以前からレーニンを殺そうと決意していました。私は彼を革命の裏切り者だと考えています。私はキエフで帝政ロシアの高官暗殺未遂事件に関与したため、アカトゥイに流刑され、11年間、重労働に従事し、革命後、解放されました。私は憲法制定議会を支持しています
カプランは、1918年1月に制憲議会を強制的に閉鎖したことを例に挙げ、ボルシェビキの権威主義の高まりを指摘した。ボリシェヴィキは1917年の制憲議会選挙で敗北していた。
カプランが共犯者を告発しないことが明らかになると、クレムリンに移送された翌日の9月3日、彼女はクレムリンの西壁近くのアレクサンドル庭園で処刑された。ボルシェビキ中央委員会の書記長スヴェルドロフは音を消すために車のエンジンをかけたまま、カプランの後頭部を撃ち、遺体は痕跡を残さずに破壊することを命じ、カプランは9月4日午前4時に銃殺された。クレムリンの司令官で元バルト海船員のパベル・ドミトリエヴィチ・マルコフは、その日にスヴェルドロフの命令によりカプランを自ら処刑したことを1958年に明らかにした:442。彼女は後頭部を銃弾で撃ち殺された。彼女の遺体は樽に詰められ、スヴェルドロフの指示通り「跡形もなく消え去るように」火をつけられた。
セベスチェンによれば、カプランは社会革命党員ではなく、どの党にも所属しておらず、社会革命党の活動家と関係はあったものの、テロリストの戦闘細胞とは無関係だった。カプランは逮捕され3日後に処刑されたが、クルトワとヴェルトによれば、チェーカーが真犯人を取り逃がし、代わりにカプランを挑発して犯人に仕立てたという説が出されている。
また、同日、ペトログラードチェーカー議長モイセイ・ウリツキーが暗殺された。士官候補生レオニード・カンネギッセルは、友人や他の将校が処刑されたことへの報復として、ペトログラード・チェーカー本部の外でウリツキーを暗殺した。
これらの事件以降、赤色テロルは、フランス革命の恐怖政治をモデルとして、ボリシェヴィキ権力に対する反対派、敵対勢力、その他の脅威となりうる人間を排除していった。政府は反対派に対するテロ活動を強化し、その後、大規模な弾圧作戦が正式に開始された。

### 「赤色テロ」宣言

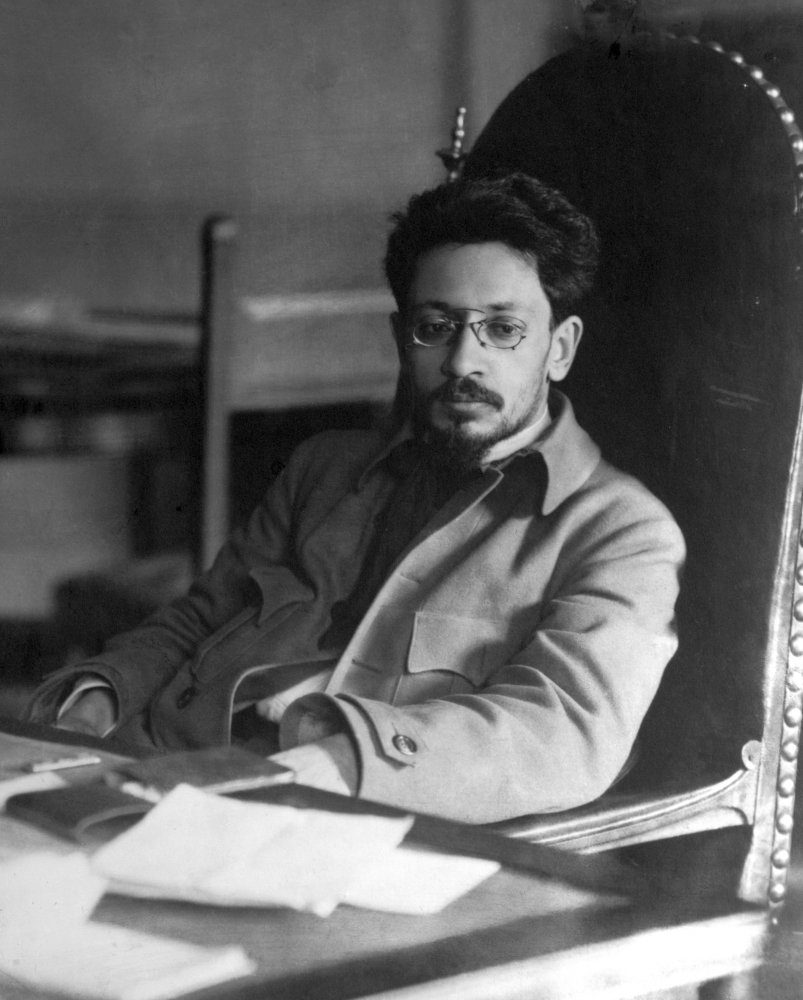
ヤーコフ・スヴェルドロフ

赤色テロは1918年8月30日から9月12日の間に正式に始まった。レーニンは傷から回復しながら、「秘密裏に、そして『緊急に』テロの準備をする必要がある」と指示した。各地でボリシェビキによる報復がはじまった。
8月30日午後11時、全ロシア中央執行委員会議長スヴェルドロフは労働者階級は持てる力を結集し、「革命のすべての敵に対する無慈悲な大衆テロによって応える」と布告した。さっそく、ペトログラードでは500人の囚人が暗殺未遂で処刑された。翌9月は帝政時代の元官僚や社会革命党員ら300人が殺害された。ニジニノヴゴロドではレーニン銃撃の翌日、41人が処刑され、クロンシュタットでは水兵たちが400人の囚人を処刑した。ペトログラードとクロンシュタットだけでに約1300人の「ブルジョア人質」が即座にチェキストによって殺害された。
以後、チェカーへの制約はなくなる。たとえば、モスクワの大衆演劇場で道化劇「ビム・ボム」を酒を飲みながらみていたチェカーが、突然「反革命的だ」と脅した。他の観客は劇の一部だとおもっていたが、実際に道化師は射殺された。これは抗議をうけたが、チェカー当局は熱心な革命的警戒心を示しただけだと答え、殺人犯は処罰されなかった。
8月31日、ボルシェビキのメディアは国家による暴力を煽動し、弾圧キャンペーンを開始した。『プラウダ』は「ブルジョアジーを粉砕するか、あるいはブルジョアジーに粉砕されるかの時が来た…労働者階級の歌は、憎悪と復讐の歌となるだろう！」と叫んだ。『赤色新聞』も同8月31日に「われわれ戦士の死に対して何千の敵を殲滅しなければならない！」「ブルジョワジーに血の教訓を与えよう。生身へのテロルを！ブルジョアジーに死を！」と宣伝した。
9月1日に『クラースナヤ・ガゼータ (赤色新聞)』は「何百人もわれわれは敵を殺すであろう。これが何千人になってもよい。彼らが自分の血で溺れてもよい。レーニンとウリーツキィの血に対して血の雨が降ってもよい。できるだけ多くの血を。」と書いた。
9月2日に全ロシアソヴェト中央執行委員会は、すべての反革命家、ブルジョアジーのすべての走狗への「大量の赤色テロル」での報復を予告することを決議した。
9月3日、ジェルジンスキーとイェカブス・ペテルスは『イズベスチヤ』紙上に「労働者階級へのアピール」を掲載し、「反革命のヒュドラーを大規模なテロで粉砕せよ！」「ソビエト政権を批判したり反対するような噂を少しでも広めようとする者は、直ちに逮捕され、強制収容所に送られる」と明言し、これが赤色テロの最初の公式発表となった 。『イズベスチヤ』紙はまた、レーニン暗殺未遂事件後4日間で、ペトログラードだけで500人以上の人質が処刑されたと報じた。
また、モスクワ県軍事コミサールは、同9月3日に「革命に逆らい、ソヴェトとプロレタリアートの領袖に逆らう者の血の雨が降る。（…）白軍のテロルに対し大量の、容赦のない、プロレタリア的テロルで応えると、敵に断固宣言する」とアピールした。ヴォロネジ県オストロゴジスク・チェーカー赤軍警備隊の9月3日決議では「コムニスト一人に対して100人ずつを、レーニンの暗殺未遂に対して、何千何万の寄生虫を撲滅する」と決議した。トレーラー共産主義者細胞は、ソヴェト活動家一人の犠牲者に対して100人の敵の人質、赤軍兵士一人につき1000人の白軍兵士を銃殺せよと求めた。
9月5日の人民委員会決議では「白軍組織、陰謀、一揆に関わる全員が銃殺される」としてチェーカー活動が承認された。
ヴェーチェーカー週報1号に掲載された内務人民委員ペトローフスキイの「人質に関する命令」では、右翼エスエルを即座に逮捕し、ブルジョワジーと将校たちから多数の人質を取り、白軍の抵抗には無条件に大量銃殺が適用されるとして、管理部とチェーカーは、白軍活動に紛れ込んでいる全員の無条件の銃殺が含めて、他人名義で隠れている者の逮捕に向けてあらゆる措置をとらなければならないとし、「大量テロルの適用には、いささかの動揺も、いささかの優柔不断もあってはならない」「言葉でなく実行で、もっとも容赦のない、厳格に組織されたテロルを実施する」と宣言された。
1918年9月にレーニンは「赤色テロ」政令を発して、「白色テロには赤色テロで応じる」ことを宣言した。しかし既にボリシェビキによるテロはいたる所で行われており、この宣言はそれを正当化した形であった。レーニンは、秘密警察チェーカー（後のKGB）を動員して反対派を徹底的に抹殺した。国民に密告を奨励して「反革命」とみなされた人物を次々と逮捕・処刑した。また、チェーカーによるテロルは単に政敵を葬るのみならず、その対象は対象となる人物の階級になった。
1918年9月中旬にグリゴリー・ジノヴィエフは次のように説明している。
 敵に勝つためには、社会主義的な軍事力が必須である。我々はソビエト・ロシアの人口１億人のうち９千万人と共に進んで行かなければならないが、残りの1千万人については何も言うことはない。 彼らは絶滅されねばならない 
1919年10月18日共産党機関紙「プラウダ」は、「あらゆる権力をチェーカーに」と掲載した。1918年10月20日付け「チェー・カー週報」では、500人が処刑されたと発表したが、処刑されたのは1300人ともいう。また、クロンシタットでは一晩で400人が処刑され、ペトロパヴロフスク要塞でも何百人が処刑されたが、これらは計算に入っていない。
レーニン銃撃後の二ヶ月で6185件の死刑が行われた。

### ウクライナチェーカー長官ラツィス
ウクライナのチェーカー長官マルティン・ラツィスは、1918年11月に新聞『赤色テロル』でこう述べている。
我々は個人に対して戦争をしているのではない。 我々はブルジョアジー階級を絶滅させているのだ。 捜査では、被告がソ連権力に反対する行動や発言をとったかという証拠を探す必要はない。尋ねるべき質問は、どの階級に属しているか、出身地、学歴、職業などであり、これらが被告人の運命を決定する。これが赤色テロの意義と本質である。—Red Terror, no 1, Kazan, 1 November 1918, p. 2
と述べ、1918年後半にロシア全土で4500人が処刑されたとのべ、この処刑は不徹底で、われわれは敵に対して過度に軟弱で寛大だったと反省している。なお、当時の新聞の記録の集計では、5004人が処刑されている。その後、1920年に作成した追加統計でラーチスは1918年の処刑数は6185人と算定した。しかし、ここにキエフで虐殺された将校2000人や、オデッサでの400人以上の将校虐殺、クバニ州アルマヴィールでの1342人の処刑、セヴァストポリでの67人、96人の虐殺などは算入されていない。またラーチスは1919年には3456人が処刑されたと発表しており、1918-19年の二年間で9641人がウクライナで殺害された。メリグーノフは「これを内戦の過剰行為でしかないと思う者には思わせよう。」と述べている。また、メリグーノフは、ラツィスの『赤色テロル』は、被告の弁護と審問を廃止し、陪審員は心証によって決定し、「革命の敵」という定義が著しく拡大され、恐怖政治が昂進されたプレリアル法を繰り返したものだったとする。
レーニンはラツィスの決意を補足して修正した。
非ソビエト的な人間を政治的に責任あるポストに就かせてはならない。 チェカーは、白軍を支持する階級を鋭く監視しなければならない。とはいえ、ラツィス同志が、カザンの雑誌『赤色テロル』で述べたような、「ソビエトに対する反抗があったかどうかの証拠を探す必要はない。」といった不条理なことをする必要はない。彼は、赤色テロとは搾取者への弾圧を意味すると言いたかったのだ。ブルジョワ政府に対する政治的不信は正当であり、不可欠だが、 行政や建設において政治不信を利用することを拒否することは愚かであり、共産主義に計り知れない害をもたらす。—Lenin、A Little Picture in Illustration of Big Problems (1918–1919)

### 1918年下半期の「赤色テロル」

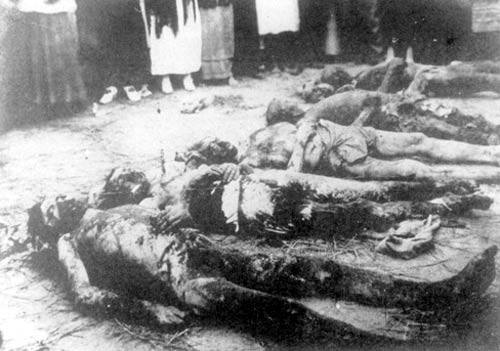
1918年にウクライナ・ソビエト社会主義共和国ヘルソンのトゥルパノフ家地下室でチェーカーによって処刑された人質の遺体。

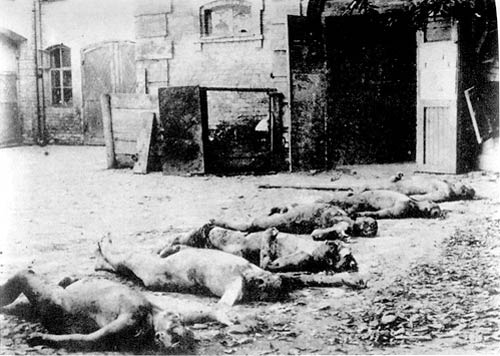
1918年にウクライナ・ソビエト社会主義共和国ハリコフでチェーカーによって処刑された人々の遺体。

1918年11月、ヴェーチェーカー議長代理・革命裁判所議長のペーテルスは、この時期の「歴史的テロル」では、ウリーツキイ事件までは銃殺はなかったが、レーニン暗殺未遂後、審理なしの処刑が頻繁に行われていったことを認め、ブルジョワジーによる反撃に対しては敵が青ざめるような懲罰と赤色テロルで迎えると宣言した。ただし、ウリーツキイ事件以前にも、「チェー・カー週報」6号では、大臣、将校、協同組合施設職員、弁護士、学生、僧侶ら90人の処刑が公表されている。モスクワの「チェー・カー監獄」のブトゥイルキ監獄に当時収監されていたセルゲイ・メリグーノフは、レーニン暗殺未遂事件後、五人の将校が処刑されたのを目撃した。赤色テロルは事件より前にはじまっていた。
この時期、何ヶ月ものあいだ、モスクワだけでなく、ロシア全土で赤色テロルが続いた。ニジェゴロドのチェー・カー週報では、感傷に耽ることなくプロレタリア独裁を実施するとし、将校、僧侶、官吏、営林署員、新聞編集者、村の巡査ら41人が銃殺され、700人の人質が捉えられた。タムボフ県モルシャンスク市の「チェー・カー通報」では、赤色テロルは「伝染病の予防接種」であるとして、同志ウリーツキイの殺害とレーニン負傷に対して銃殺で答えなければならない、「わが指導者の一人の頭と生命に対し、ブルジョワジーとその手先全員の何百の頭を吹っ飛ばさなければならない」と宣言され、人質として、技師や商人、右翼エスエルら20人が捕らえられ、イヴァノヴォ=ヴォズネセンスクでは184人が捕らえられ、ペルミでは50人が処刑された。北コーカサスのピャチゴルスクでは32人が逮捕され、キスロヴォドスクで33人が逮捕された。ピャチゴルスク強制収容所には160人が収容され、レーニン暗殺未遂事件後、元老院議員、僧侶ら59人がチェーカーの命令で処刑された。
1918年末には、トゥーラ県エピファニ郡で150人、カルーガ県メドゥイニ郡で170人、リャザニ県プロンスク郡で300人、カシモフ郡で150人、スパッスク郡で数百人、トヴェリ県で200人、スモレンスク県ヴェリジ郡で600人の農民が殺された。
こうした国家によるテロルは外国領事やジャーナリストによって知られた。イギリス領事ロッカートは、ボリシェヴィキは、人質という忌まわしい慣例を復活させ、妻子や親戚も人質として逮捕されまたは処刑され、政敵を殺し、復讐したと1918年11月10日に報告している。
アメリカのジャーナリストのリンカン・ステフェンスが赤色テロは続くのかとレーニンに聞くと、レーニンは「無益な戦争で1700万人を殺害した連中が、われわれの革命で死んだ数千人を懸念するのか。革命は意識的な目的をもっており、将来の戦争を未然に防止する。」「わたしはテロルを否定しはしない。革命の厄災を軽視はしない。それは起きるものだ」とこたえ、テロルを正当化した。

## 1919年のロシア

### エストニア

#### パレルモの森の虐殺

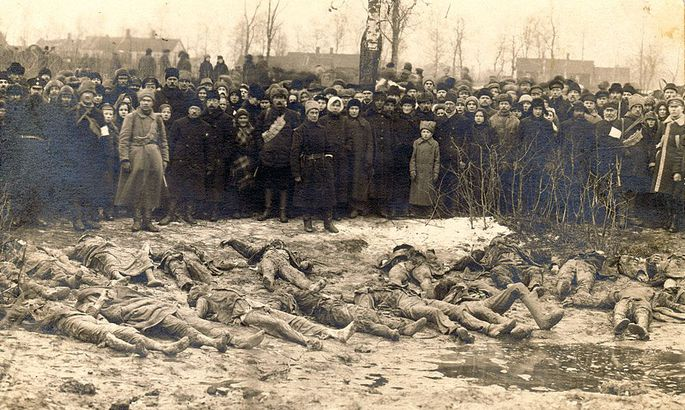
パレルモの森の虐殺の犠牲者。

1918年12月から1919年1月にかけてエストニア労働コムーナでパレルモの森の虐殺が発生した。ロシア正教司祭セルゲイ・フロリンスキーと82人の民間人が殺害された。

#### タルトゥ信用金庫の虐殺

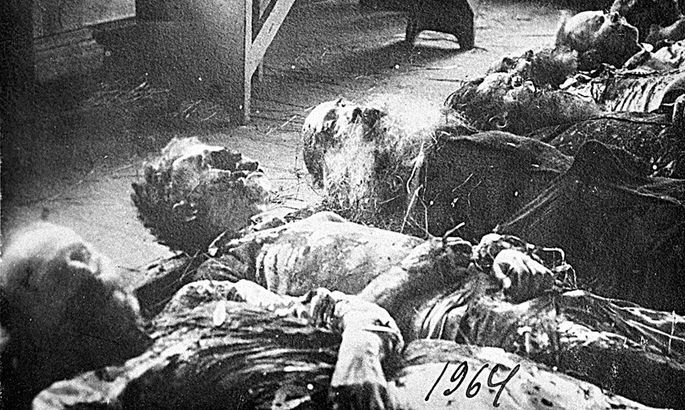
1919年1月14日、 タルトゥの戦いで撤退するボルシェビキによって実行されたタルトゥ信用金庫の虐殺の犠牲者。

エストニアでは、1918年から1919年にかけて、エストニア労働コムーナ占領地域で赤色テロが行われた。
タルトゥではタルトゥ信用金庫の虐殺が起きた。エストニア反革命対策委員会タルトゥ支部は1919年1月1日に活動を開始した。ペテログラードチェーカー職員だったアレクサンドル・クルが議長に任命された。
1918年12月22日に赤軍がタルトゥを占領した時に逮捕と拘留が行われていたが、委員会は1月2日に大量逮捕で活動を開始した。1月4日にエリスヴェレ教区でパルチザンのユリウス・クペルヤノフ部隊によってエストニア赤軍兵士ヨハネス・パーンが殺害された後、委員会の活動は拡大した。1919年1月9日、タルトゥのエマヨギ川の氷上で地主ら13人が処刑された。1月12日にはエリスヴェレ教区で8人の農民が殺害された
1919年1月1日から14日までにタルトゥ周辺で合計512人が逮捕され、ギルディ通りにある委員会本部と、コンパニ通りにある旧信用銀行の二箇所に拘留された。彼らは反革命分子として尋問され、強制労働を課された。
エストニア人民軍第2師団によるタルトゥ解放の直前、タルトゥ反革命委員会委員長クルは、監禁されていた19人の処刑を命じた。正教会のプラトン・クルブッシュ主教、ニコライ・ベジャニツキーら3人、ルター派の牧師でタルトゥ大学神学教授トラウゴット・ハーン、モーリッツ・ヴィルヘルム・パウル・シュワルツ、地所所有者3人、地所管理人、レストラン経営者、市議会議員2人、バルト・ドイツ人指導者アルノルド・ヨハン・ハインリヒ・フォン・ティーデベール、弁護士、陶芸家、肉屋、学生、女性60-80人、ロシア姓の赤軍兵士1人が含まれていた。
ボルシェビキによる24日間のタルトゥ占領で、300人が殺害された。
ボルシェビキは、処刑の理由は、1月14日の朝、反革命対策委員長アレクサンドル・クルの毒入りのコーヒーが出され、暗殺が試みられたためと発表した。エストニアの歴史学者ターヴィ・ミンニクは、クペルヤノフ・パルチザン大隊に対する復讐であったと指摘している。
虐殺の報道はパリ講和会議に参加していたエストニア代表団の報道担当官エドゥアルド・ラーマンによって、ニューヨーク・ヘラルド紙が報道した。ボルシェビキによるタルトゥとラクヴェレでの虐殺については、エストニア社会民主党員・エストニア情報局長・作家のエドゥアルド・ヴィルデが、フランスの雑誌イリュストラシオンで報道し、西側に知られた。

### クリミア・エフパトリアの赤色テロ

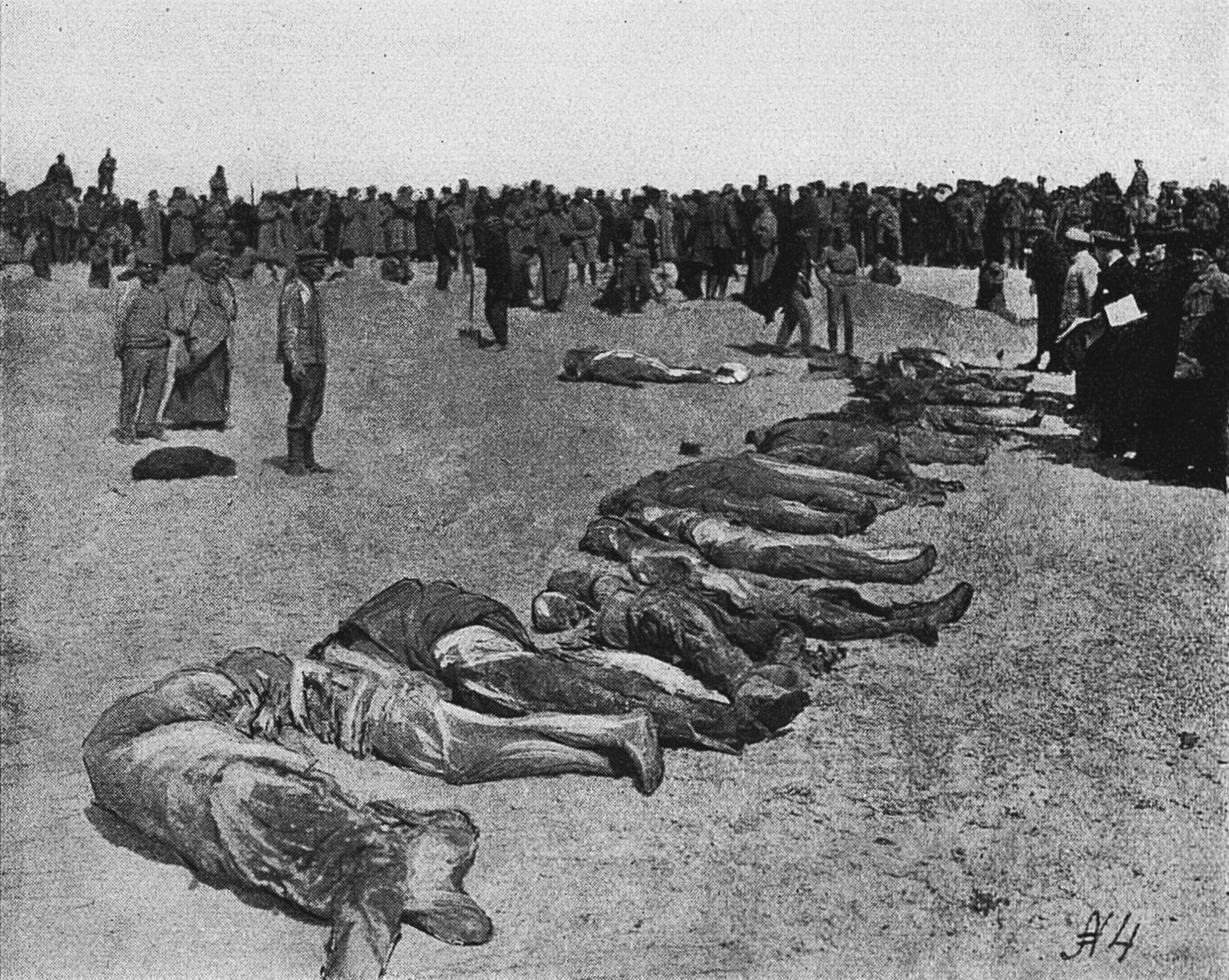
エフパトリアの赤色テロで犠牲者は、ボルシェビキによって黒海に投棄されたが、1919年夏に海岸に打ち上げられた。

1918年1月、クリミア半島イェウパトーリヤ(エフパトリア)で赤色テロが起こった。1918年1月15日から17日までに約800人の「反革命分子」が逮捕され、そのうち300人が処刑された。1918年3月、30〜40人の富裕層と7〜8人の将校が手足を切断されるなど拷問や生き埋めなどによって殺害された。クリミアでは虐殺が1921年まで続いた。

### 1919年上半期
1919年1月20日から21日にかけてトルケスタンで住民らがボリシェヴィキ政権に反発して蜂起し、2500人以上が処刑された。
1919年2月8日、ロシア共産党中央委員会は、すべての共産党員に対して、チェーカーへの批判はチェーカーが党の直轄組織として活動していることを失念しているものだとして禁止し、チェーカーへの服従を命じた。
3月10日、アストラハンで食糧事情が悪化したことに抗議した労働者のストライキが続いたあとの1万人のデモ隊に対して、当局は機関銃や榴弾で弾圧し、2000人以上が犠牲となった。逮捕されたデモ参加者は艀や汽船ゴーゴリに収監された。3月12日、軍事革命議長トロツキーは「容赦なく懲らしめよ」と非常警備司令部に電報で伝え、当局はデモ参加者を銃殺したり、石を巻きつけてヴォルガ河に投げ込んだ。当局は、労働者への懲罰を糊塗するために家主、漁業従事者、商業施設所有者などを「ブルジョワジー」として銃殺した。4月末まで虐殺は続き、犠牲者は4000人を数えた。
1919年4月にチェーカーは、生活条件の改善をもとめた印刷労働者のストライキにたいして、スト参加者を過去の貢献を考慮することなく容赦無く逮捕せよと命じた。
1919年6月、国防会議議長レーニンは、敵対的行動をとる国家のブルジョワ出身でソ連に居住する17-55歳の外国人はすべて強制収容所に拘留することを命じた。ただし、ソビエト権力に忠誠を示したものは例外とした。
左翼エスエルによるテロ未遂事件が起きると、1919年6月15日にウクライナチェーカー議長ラーチスは、襲撃すれば左翼エスエルを銃殺すると宣言した。
オデッサでは1919年の三ヶ月で2200人が処刑され、1919年6月に機関紙「オデッサ・イズヴェスチャ」は「赤色テロルの血まみれの打撃で反革命を威嚇する。焼けた鉄で彼らを放逐する。最大の流血で彼らを懲らしめる。」と宣言した。
1919年7月にクロンシュタットでは150人が処刑されたが、発表されたのは19人だけだった。クロンシュタット周辺の村では170人、別の村で130人が殺された。

### ウクライナ
キエフを占領したボリシェビキ司令官ムラヴィヨーフは、1919年1月28日に白軍が休戦を請うたのに対して、化学窒素性ガスによる殺害で回答した。のちにムラヴィヨーフは、トゥハチェフスキーが1921年のタンボフ蜂起鎮圧の際に毒ガスを使用する以前に、何千人の将校を毒ガスによって容赦無く殺したことを誇っていた。
ウクライナでは数千人が銃殺されており、ロシア赤十字の報告では、キーウだけで3000人が殺害され、リョールベルグ特別委員の資料では4800人が銃殺された。ニロストンスキーでは12000人が犠牲になった。サラトフでは渓谷で1918-19年に1500人が処刑された。ボリシェヴィキは1919年にハリコフを占領した。ハリコフ・チェーカー守備隊司令サーエンコは、ナガン銃の銃床で頬骨を砕き、歯を折り、肩甲骨を砕いたり、裸の囚人を下半身から上方へ短剣で切り裂いた。処刑場と拷問室になった貯蔵庫では、処刑された者の血が染み込んだ藁で床が覆われ、壁には血飛沫、鞭の跡、飛び散った脳漿がこびりつき、髪の毛がついた頭皮の一部があちこちにあった。強制収容所の墓場の遺体には、脛や頭蓋骨が砕かれ、切断された足首・指、皮一枚でつながっていた頭部、火傷で焼け爛れた跡があり、また、生き埋めにされた者もいた。
1919年8月28日、キエフの県チェーカーの屠殺場で127人が殺され、チェーカーの庭で100人が殺され、エリサヴェチンスカヤの郡チェーカーでは70人、中国人チェーカーによって70人が殺され、鉄道チェーカーは51人の鉄道従業員を殺した。キエフの屠殺場を訪問したリョールベルグ委員会の報告によれば、現場の床は、莫大な量の脳漿、頭蓋骨、頭髪、その他の断片が数インチの深さにもなった血で覆われており、壁には血や脳漿や断片が飛び散り、幅と深さが4mで長さ10mの排水溝は血で一杯だった。庭には頭が砕かれ、潰された127人の死体があった。郊外の墓地には、胴体が裂かれた死体、生殖器や舌のない死体、目玉がくり抜かれた死体、心臓に楔を打ち込まれた死体、生き埋めになり、口や気管が土で詰まった死体などが発見された。郡チェーカーでも、頭をバールで砕いて、マンホールのような穴には脳漿が詰まっていた。キエフで中国人チェーカーは、縛られた犠牲者の胴体に鉄管を取り付け、そのなかにクマネズミを放したうえで火をつけ、熱さから逃げようとしたネズミが囚人の体を齧るような虐待も行ない、これは数時間、または囚人が死ぬまで実行された。
虐待には地域ごとに特徴があり、ハリコフでは頭や手の皮剥ぎが得意であった。ヴォロネジでは釘を打ちつけた樽に囚人を裸にして閉じ込め、転がした。顔に五芒星の焼きごてを当て、司祭には有刺鉄線の冠をかぶせた。ツァリーツィンとカムィシン（サラトフ県）では骨を鋸で挽いた。ポルタヴァとクレメンチューグでは司祭全員を杭につないで、1日18人の修道士が杭を打ち込まれ、農民が焼き殺された。エカチェリノスラフでは磔刑や石による殴打が、オデッサでは、バーナーでゆっくり皮膚を焼いたり、ウィンチで体を引きちぎったり、沸騰した釜につけたり、その後火炉に投げ込まれた。メリグーノフは、異なる情報源の、異なる時期の多種様々な資料が、一様な光景を描いていると指摘する。
ヂュニーキン特別委員の公式な計算では、4月から7月までに1300人が処刑され、N.ニーマンは、南部におけるボリシェヴィキによる犠牲者は、13000-14000人とした。

### 1919年下半期
1919年9月5日、人民委員会議決議で「階級敵をラーゲリに隔離し、白軍と陰謀に関わる者全員を銃殺する必要がある」と布告、赤色テロルが公式化した。これを受け、1919年4月11日づけ全ロシア中央執行委員布告により、県執行委員の下にラーゲリを設置することが公式に定められた。同日、チェーカーに逮捕されていた元内務大臣アレクサンドル・ブルイギンが処刑された。
1919年9月25日モスクワの党の建物が爆破された。これに対してサラトフでチェーカーは立憲民主党（カデット）員、元人民の意志党員、法律家、地主、司祭ら28人を処刑した。この時、フェリックス・ジェルジンスキーは、モスクワのあらゆる監獄、ラーゲリにいるカデット党員、憲兵、伯爵・男爵らの処刑を命じ、何千人が処刑された。
1919年11月、スパッスク郡において、赤軍は「無秩序状態の鎮圧」の名目で懲罰部隊を派遣し、手当たりしだいに農民を鞭打ちし、公開銃殺し、キルサノフ郡では、飢えた豚のいる家畜小屋に逮捕者を監禁し、耳を豚に食いちぎらせるという拷問もおこなわれた。ナシチェキンスカヤ郡貧農委員会議長は、懲罰部隊が撤収したあとも住民の銃殺を続けた。タンボフ州のモルシャンスク郡では何百人が銃殺され、半死半生のまま墓穴に埋められ、ラクシャの村は砲弾で全滅した。コムニストらは農民の財産を掠奪し、穀物と種子を焼き払い、ピチャエヴォ地区では10軒に1軒が焼き討ちされた。タムボフ郡で放火と砲撃で村がほぼ全滅し、大量の銃殺があった。ボンダリでは教会職員全員が銃殺された。
イルクーツク県のペトロパヴロフスクの農民蜂起では、見せしめのため、殺された農民の遺体処理は禁止された。コムニストが権力を確立すると、見せしめとして、元市長、助役、治安判事、活動家、商人らの損傷した死体を市場の肉屋街に吊るし、主教や司祭も殺されたあと、見せしめのために死体は放置され、激昂し農民も共産主義者の遺体を損壊した。
1919年12月5日-9日の第7回ロシアソビエト大会でレーニンは反革命勢力を「白色テロル」と断罪し、対抗措置として「赤色テロル」を正当化した。また、レーニンは赤色テロルは協商国に押し付けられたとも明言した。

## 1920年のロシア

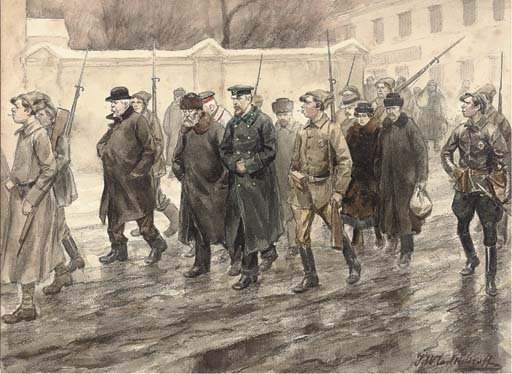
「囚人の護送」 イワン・ウラジミーロフ画

1920年1月15日にヂェルジーンスキィは「すべての県チェーカーへ」で、ヴェーチェーカーによる極刑の適用を停止すると宣告した。しかし、「前線に属する地域」や「軍事活動地帯」ではこの命令は及ばないとされ、死刑廃止後も死刑適用の口実が与えられた。死刑廃止後も、『イズヴェスチャ』は、1月から5月までに521人が銃殺されたと報じており、さらにポーランド・ソビエト戦争に際して5月24日にはやくも死刑は復活し、以降、死刑が廃止されることはなかった。2月に死刑が再廃止されると、廃止された当日には各地の監獄で大量処刑が実行された。
20世紀後半になってソ連の極秘資料が公開(グラスノスチ)されるようになると、レーニンが1920年2月、北カフカース革命軍事会議のスミルガとオルジョニキーゼに住民に「油田および採油業を焼き払った場合は、全員を処刑する。反対に、マイコーブおよび、とくにグローズヌイをそのまま無傷で引き渡した場合は、全員に死刑を免ずる」を告示せよと命じた指令ファイルが確認された。レーニンは、バクーが攻撃されればバクーを完全に焼き払えと命じてもいる。
また、1920年3月から5月にかけて日本人731人を含む6000人超のニコラエフスクの住民が赤軍によって虐殺された尼港事件が起きた。
1920年4月、アルハンゲリスクでは、イギリス軍の撤収後、夏の間はテロルの圧政に置かれ、ムルマンスク鉄道では800人の将校が殺害された。
ボリシェヴィキは、実際に白軍を支持しているかどうかに関係なく、反ボリシェヴィキの諸派を白軍と呼んだ。レオン・トロツキーは1920年5月に執筆され8月に刊行された『テロリズムと共産主義 [独裁と民主主義] カール・カウツキーへの回答』でその背景を次のように説明した。
ロシアにおけるプロレタリア独裁は、フランス革命と同じように困難な状況にある。 東西南北に一つの連続した前線があった。 コルチャーク、デニーキンなどの白軍だけでなく、ドイツ、オーストリア、チェコ・スロバキア、セルビア、ポーランド、ウクライナ、ルーマニア、フランス、イギリス、アメリカ、日本、フィンランド、エストニア、リトアニアなどがソビエト・ロシアを攻撃している。封鎖によって経済が窒息し、飢餓に苦しむロシアでは、陰謀、蜂起、テロ行為が蔓延し、道路や橋が破壊されている。—Trotsky (1920)
トロツキーはテロと革命を対比し、ボリシェヴィキがそれを正当化した理由を次のように述べた。
1917年11月のソビエトによる最初の権力奪取は、わずかな犠牲によって達成された。 ロシアのブルジョアジーは、大衆から疎遠であったし、戦時中という状況によって妥協せざるをえず、ケレンスキー政権によって意気消沈していたので、ほとんど抵抗しなかった。 ……武器を手にして権力を征服した革命的階級は、権力を引き剥がそうとする試みをライフルによって抑圧する義務を負っている。 敵対する勢力に対しては、軍事力によって敵対するだろう。 武力を用いた陰謀、殺人や反乱に直面した場合には、敵の頭に無慈悲な懲罰を科すだろう。—Trotsky (1920)
1920年6月16日、トロツキーは、軍事命令を聞かなかった兵士、戦闘部署を勝手に離れた兵士、軍装備を投げ捨てたり販売した兵士らは銃殺されると命じた。中央紙による公式数字でも、特別革命軍事法廷において、5月22日から6月22日までに600人、6月-7月には898人、７-8月に1183人、8-9月に1206人が銃殺された。
1920年9月1日、タムボフ農民蜂起に際して、タムボフ・チェーカーは農民に容赦ない赤色テロルを実施すると宣言し、18歳以上の家族全員を逮捕し、直接行動を続ければ銃殺すると宣言し、公式情報だけでも250人以上の殺害、五つの村の焼き討ちが記録されている。残忍で有名なヴェーチェーカー特別部ケードロフは、人質の親の前でその子供を殺し、子供の前でその親を殺し、8歳から14歳までの幼いスパイを銃殺した。
1920年9月にはホルモゴールィで強制収容所に収監されていた南部からの農民とコサックが200人以上殺されたと「ロシアの声」特派員は報道した。
オデッサでは、公式発表だけでも1920年には7000人が処刑された。
エカチェリノダール監獄では、1920年8月から1921年2月までに3000人が銃殺されたが、収監者のなかには夜間外出禁止令に違反しただけの者もいた。生存者によれば、10人ずつ監獄から連れ出され、家畜が屠場で殺されるように殺されていった。
1920年トムスク県コルィヴァニ蜂起では、5000人以上が殺された。ウファー県の蜂起では公式資料で農民1万人、非公式資料では2万5000人以上が殺された。

### クリミア・ヴラーンゲリ軍の征討
クリミア半島では1920年から1921年にかけて5万から15万人が殺害され、「全ロシアの墓場」と呼ばれた。トロツキーとクン・ベーラは「一人の反革命家もいなくなるようなクリミアにしなければならない」として、革命運動で遅れをとったクリミアを速やかにロシア全体の革命水準に引き上げようと語った。
シムフェロポリで1800人、フェオドシヤで420人、ケルチで1300人といった具合に、最初の一晩だけで数千人が銃殺された。
ロザリア・ゼムリャチカは1920年11月、クリミア半島党委員会の書記に任命された。当時、ピョートル・ヴラーンゲリ男爵率いるロシア軍 (白軍)が半島から撤退していた。それまで白軍が支配していたセヴァストポリには、赤軍に降伏した者は恩赦されると謳うビラが飛行機で散布された。ビラは、元帝国軍司令官のアレクセイ・ブルシーロフ将軍の名で署名された。ブルシーロフ将軍は、戦争担当副人民委員のエフライム・スクリャンスキーによってクリミア半島に行き、降伏を監督するよう命じられていた。しかし、現地のクリミア革命委員会議長クン・ベーラ、ゼムリャチカ、およびクリミアチェーカー長官セミョン・ドゥケルスキーは、ブルシーロフが到着する前に、降伏した人々の処刑を決定し、命令に署名した。ドナルド・レイフィールドによると、クンとゼムリャチカは恋人同士であり、彼女は将校たちを二人ずつ板に縛り付けて生きたまま炉で焼いたり、沖合に沈めた艀で溺死させたサディストであった。殺害された人数には諸説あるが、ロバート・ジェラテリーは7万人と推定する。ベラルーシ国立科学アカデミーの社会学者ニコライ・ザヤッツは、ジェラテリーの推定値は目撃証言と白軍の亡命者報道によるもので過大であり、1921年のクリミア・チェーカーの報告書では441人が銃殺されており、クリミアで合計5,000人から12,000人が処刑されたと推計する。
共産党による手入れでは、シムフェロポリで12月19日と20日に1万2000人が勾留され、16歳以上の全住民はアンケートに回答することを要求された。質問項目は50,60あり、家系、出自、身分、資産のほか、赤色テロル、同盟国、ポーランドとの戦争に関する共産党の政策への賛否などが聞かれた。二週間後にチェーカーへの出頭が義務づけられ、予審判事に尋問を受けた、党に反対するものは収監された。強制収容所から逃亡すれば、残されたものが報復を受けた。6人の将校が逃亡したとき、ブラヂスラヴレヴォ駅で38人の受刑者が銃殺された。
セヴァストポリとバラクラヴァでチェーカーは2万9000人を処刑した。セヴァストポリでヴラーンゲリ将軍の軍艦への積荷に従事した港湾労働者5000人が処刑された。
「イズベスチヤ」の発表で11月28日には1634人、11月30日には1202人が処刑、最初の一週間で8000人が処刑された。セヴァストポリのナヒーモフ大通りでは将校、兵士、市民らの死体が「教訓のために」吊り下げられ、塀、壁、電柱、看板すべてに「裏切り者に死を」のポスターが貼られた。赤十字の医者や看護婦、ジャーナリストら、白軍と関係のなかった市民も銃殺された。

## 1921年のロシア

### クロンシュタットの反乱
1921年3月のクロンシュタットの反乱では、要塞あるいは艦船にいただけで銃殺された。1921年3月21日、トロイカ特別三人委員会の会議で、戦艦ペトロパブロフスクの水兵167人に銃殺刑が宣告され、判決はただちに執行された。翌日さらに32人が銃殺され、3月24日には27人が銃殺された。さらに数十の「法廷」が活動し、ペトログラード県チェーカーだけで2103人が銃殺刑となった。メリグーノフによれば、クロンシュタットの反乱では何千人も処刑され、ペトログラード守備隊だけで2月28日から3月6日までに2万5000人がころされた。クロンシュタットを望むオラニエンバウムでは1400人が殺された。
第7軍を指揮していたミハイル・トゥハチェフスキーは、戦艦ペトロパブロフスクと戦艦セヴァストーポリを窒息性ガスと有毒性爆弾などの化学兵器で攻撃せよと命じた。
トゥハチェフスキーは、1921年6月12日のタンボフでのアレクサンドル・アントーノフ蜂起鎮圧の際に毒ガスを使用した。1921年6月12日づけの毒ガス使用命令書は、従来、威嚇のためと解釈されてきたが、実際に毒ガスが使用されたことが確認されている。
1921年夏までに2103人が銃殺刑、6459人は刑務所拘留および流刑をいいわたされた。

### ヴェチェカーの権限拡大
1921年5月14日、レーニンの指示で政治局は極刑の適用に関するヴェチェカーの権限拡大を決定した。それまでも懲罰システムは作動していたが、これ以降、処刑は頻繁に行われていった。1921年には、チェキスト一人が殺害されると、報復として36人の人質が処刑されるようになった。
1921年5月には、ルーマニア国境で捕えられ、強制収容所に収監された将校1200人が銃殺された。その夜に弔鐘を鳴らした僧侶は、革命裁判所で5-10年の強制労働の判決を受けた。
1921年6月22日から7月12日まで開催された第3回コミンテルン大会直前には、ブトゥイルキ監獄で、贈賄、食糧配給券の職権濫用、窃盗などで収監されていた者70人が一晩で処刑された。
1921年7月までに緑軍に連座して500人以上の人質が囚われたが、その罪は、山岳地帯に親戚がいたこと、森を訪れた緑軍兵士に逃亡者と思わずにパンを提供したことなどだった。クリミアのフェオドシヤの緑軍基地とされた場所では中学生7人が殺害され、シムフェロポリでは22人が銃殺された。テロルはタタール住民にもおよび、8月には数十人のイスラム教徒が殺害された。北カフカース特別全権K.ラーンデルは、ドン軍管区とクバニ州において白軍と緑軍を匿うコサックの村は根絶され、すべての住民は銃殺され、全財産は没収されると宣言した。
ウクライナでもテロルは実行され、キエフでは毎日数十人が処刑された。ウクライナの民族主義者ペトリューラの陰謀への関与の廉で、オデッサで9月28日に63人が処刑、チラスポリで14人、同地で66人、キエフで39人、ハリコフで215人が銃殺された。
1921年11月のチェーカー議事録によれば、チェーカーは戦闘で500人以上を殺害、537人を捕獲、360人を銃殺し、残りは裁判までに死亡した。
ベルルシアでもソヴェト懲罰部隊によって、毎日数十人が処刑された。
グルジアでも外カフカースチェーカーによって数千人が逮捕、数百人が処刑された。生存者によれば、老若男女、文官も将校も、グルジア人もロシア人も、金持ちだけでなく労働者も処刑され、町は掠奪されるがままだった。
1921年12月の第9回全ロシアソヴェト大会で、ヴェーチェーカーを高く評価するとともに、懲罰機能を残すよう組織の改造を指示した。

## 1922年のロシア
ジェルジンスキーは、1922年2月17日人民委員会議に提出した覚書で、革命的プロレタリアの憎悪は、血のエピソードとして具体化され、そこでは、敵だけでなく友人も、敵対的な分子だけでなく、優秀で有益な分子も一掃されているとし、チェーカーは革命的プロレタリアが行う懲罰行為の理性的指針であったと述べた。
1921年以来のロシア飢饉への義援金名目で、1922年に教会財産収用が決定された。イヴァノヴォ=ヴォズネセンスク県シュヤ市で、聖職者と民衆が集会したが、死者4人負傷者多数を出して鎮圧された。事件の報告を聞いたレーニンは、共産党政治局員のためのV.M.モロトフ宛て書簡(1922年3月19日)で、「飢饉で通りで何百の死体が横たわっている現在だからこそ、犯罪的抵抗を弾圧するのに躊躇することなく、もっとも苛烈で容赦のないエネルギーで教会財産を収用することができる」と命じ、ロシア全土で徹底的な教会弾圧が行われた。
国家政治管理局の発表によれば、1922年1-2月に262人が処刑、モスクワでは4月に348人、5月7日から8日にかけて164人、ハリコフで5月に187人、ハリコフの都市で209人、ペトログラード革命裁判所によって200人以上が処刑された。
ウクライナでは反革命知識人の撲滅が実行され、「陰謀」の廉で200人が処刑されたが、チェーカーによる捏造による犠牲であった。1922年には、ハリコフで12人、オデッサで9月4日に25人、ニコラエフスクで55人、ミンスクで34人、ゴメリで8人が殺害。北カフカースで10人、パヴログラードで10人、シムビルスクで12人と42人、メイコブで68人、メルトポリで13人、ハリコフで13人の生徒、クラスノヤルスクで13人、コサック148人、オデッサ海軍陰謀事件では260人が処刑された。
1923年、最高革命裁判所だけでも1月-4月に40人が、5月に100人が銃殺。
メリグーノフによれば、ロシアの1000の監獄で年間150万人が殺害され続けた。

### その他の事例
1937-38年にはウクライナでヴィーンヌィツャ大虐殺が発生した。
第二次世界大戦中の1940年には内務人民委員部によってポーランド軍人、警官、聖職者22,000人〜25,000人が虐殺されたカティンの森事件が起き、1945年には日本人避難民千数百人が虐殺された葛根廟事件が起きた。

## テロルの方法
テロルは、白軍やボリシェヴィキ政権に反対する勢力や、まして蜂起していない市民にも及んだ。しかも、街で写真を撮影されただけでも処刑されたケースもあった。オデッサでは、ソヴェトのために働くことを拒否した元治安判事、軍人の息子からの手紙を受け取った老女、エカチェリーナ2世記念碑の前で写真を撮った軍人らが銃殺された。モスクワのマルクス=エンゲルス像を「案山子だ」と公衆の面前で発言した罪で銃殺された市民もいた。

### 拷問
テロルの方法としては、即座に銃殺する場合もあれば、執拗に拷問を行うケースもあった。エカチェリノダール・チェーカーでの拷問は、二人のチェキストが頭を持ち、二人が腕を引っ張り、同様に首の筋をひっぱり、五人のチェキストが尖った鉄製武器、ナガン銃やブローニング銃のグリップなどで殴るなどの拷問を行なった。ある女性教師は、チェキストたちから肩書き順に強姦されたあと、金の隠し場所を聞き出すために、ナイフ、ヤットコ、ペンチなどで体を傷つけられたあとに銃殺された。チェキストは自白をもとに金の腕輪や指輪を入手した。コサック村カフカススカヤの拷問では、釘が打たれた鉄の手袋で殴られ、アルマヴィールの拷問では、ナットとネジがついた皮バンドで頭部を巻かれたあと、ナットとネジを締められた。
ニコラエフでは氷水に頭を漬けたり、ペンチ、針、剃刀などで体を痛めつけられた。シムフェロポリのチェーカーは、割れたガラスで浣腸したり、性器を蝋燭で炙ったりした。ツァリーツィンでは焼けたフライパンを押しつけられたり、鉄棒が使用されたり、金属突起のついたゴムを腕に回して骨を折るなどした。1920年になっても20歳のヴォログダチェーカー議長は、被疑者を袋にいれて焼き殺した。
ケレンスク（ペンザ県）でチェーカーは、犠牲者を煮立った風呂に投げ込み、そこから裸のまま雪の降る屋外に連れ出した。ヴォロネジ県アレクセエフスコエ村では、冬に裸にして、通りに出して水をかけ、氷柱にした。この人間氷柱は、オリョール県で広く実行された。
グルジアではチェーカーの建物の地下室で、自白するまで拷問が繰り返された。
こうした拷問はソビエトの新聞で広く報道された。「モスクワ・チェーカー週報」3号のコラム「なぜ我々は甘やかしているのか」では、入念な拷問を施し、危険な悪党から、可能なすべてを引き出し、あの世に送り出そうと語られた。第6回ソヴェト大会でチェーカー議長は「ブルジョワへの甘やかしと寛容という柔軟路線は行き詰まった」と述べ、拷問を正当化した。「チェーカーはならず者に容赦しない」というスローガンは、中央から地方へ伝えられた。
拷問は本質的に適法だった。「社会主義通報」の報道によれば、スタヴロポリ市の県裁判所の犯罪捜査における拷問調査特別委員会の報告では、殴打や吊り下げのほか、長さ3歩、幅1.5歩の窓のない地下室で18人が詰め込まれ、食糧も水もなく、排泄もそのままに、2.3日閉じ込められる「暑い地下」という拷問が行われた。氷点下の冬に氷室に裸で入れられ、水を大量に浴びせられる「氷の地下」という拷問、頭部を紐で固定し、棒、釘、鉛筆などを挟んで紐をゆっくり締め上げ、最後に頭皮を剥がす「頭蓋骨測定」という拷問などが行われていた。これらは拷問を実行した者の自白によって、犯罪捜査部長・ロシア共産党県委員・現地国家政治管理局局長代理グリゴローヴィッチとその補佐官、捜査法律顧問らの命令で拷問が行われていたことがわかっている。しかし、こうした拷問を命令したものは県政治管理局局長チェルノブローヴィが隠匿したために逮捕されることはなかった。
1920年5月にモスクワで、11歳から15歳の少年スリ集団が逮捕された。チェーカーは少年たちに他のスリを引き渡すよう、連日拷問したうえで、街を連れ回し、初回に誰も指し示さなかった少年たちは夜に以前より激しく拷問された。拷問は二週間続き、やがて少年たちは見知らぬ人や無実の人をスリだとして指し示すようになった。
1920年から21年にかけてモスクワでボリシェヴィキが主催した博覧会で、白軍の残虐行為の見本として人間の手から剥ぎ取った皮膚による「手袋」が展示された。これはハリコフの有名なサーエンコによるものだった。
オデッサの女性刑吏も残忍で、四肢を切断し、耳を引きちぎったりして、二ヶ月半に一人で700人以上を殺した。
1922年3月にペトログラード機関紙「革命の事業」は、囚人たちに穴を掘らせたあと、銃殺し、まだ呻いているまま、土で埋めたことを報じた。また、「チェーカー」所収の論文「死の船」では、日常的に流血（殺害）の業務をこなすモスクワの共産党員の刑吏が裕福に暮らしており、彼らは犠牲者から金歯や金の十字架などを集めていると報じている。ヴォログダ県選出の憲法制定会議メンバーのC.C.マースロウは、1919年のモスクワ中央監獄病院の20歳ほどの女性刑吏が囚人を罵り、鞭で叩くのを目撃している。
「ロシアの声」は、アルハンゲリスクで女性刑吏が将校87人と住民33人を銃殺し、避難民とミーレル軍兵士500人の乗った平底船を沈めた。
拷問を行なったチェキストたちは、コカイン中毒であったともいわれる。

## 赤色テロによる死者数

### 1917-1922年の赤色テロ
1917年から1922年までの赤色テロの死者数については諸説ある。
人民社会党のセルゲイ・メリグーノフが1924年に出版した本では、ボリシェヴィキの政策による死者数を176万6188人とするサロレアの説を紹介して、数値の正確性には疑問があるもの、サロレアによる赤色テロの描写は、自らが体験した現実と一致しているとして支持した。
赤色テロルの犠牲者についてサロレアは司教28人、聖職者1219人、教員6000人、物理学者9000人、将校54000人、兵士26万、警官7万、地主12950人、知識人35万5250人、労働者19万3290人、農民81万5000人が犠牲になったとし、コムニンは年間150万人が犠牲になったとする。
ピティリム・ソローキンは1924年の論文で、内戦の犠牲者をのぞいて少なくとも50万人が赤色テロルの犠牲者になったという。なお、ロシア帝国時代での死刑数は、1881-84年で15.4人(年平均）、1886-90年で8人、1896-1900年で15.6人、1901-05年で18.6人、1906年で547人、1907年で1139人、1908年で1340人、1909年で771人、1910年で129人、1911年で73人程度であり、革命後の処刑数よりも大幅に少なかった。
ブルース・リンカーン(1989年)は約100,000 人と推定する。
ローウェ(2002年)は、犠牲者は200,000件と推定する。
バディム・エリクマン(2004年)によると、赤色テロの犠牲者の数は少なくとも120万人に上る。
歴史家セルゲイ・ヴォルコフ(2010年)は、赤色テロルを内戦時代のボリシェヴィキの抑圧政策全体であるとし、赤色テロルによる死者数を200万人と推定している。

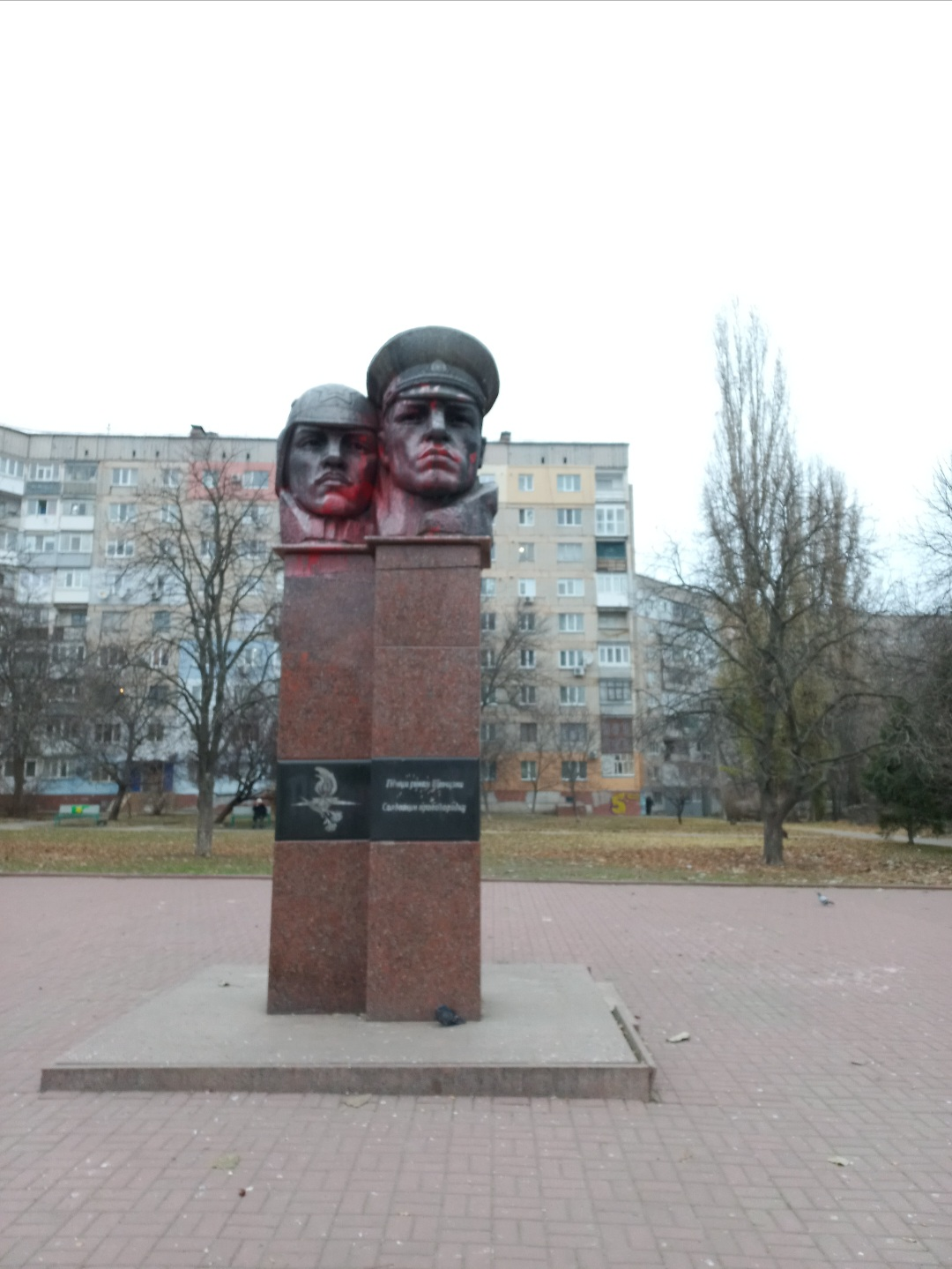
赤いペンキで覆われた後のクロピヴニツキー市のチェキスト記念碑、2024年。

歴史家アンドレア・グラツィオージ(2010年)は、帝政時代とソビエト時代の人口統計の考察によれば、1914年から1922年までの超過死亡者数は約1600万人で、そのうち400万～500万人が軍人、残りが民間人だった。 民間人の死因の多くは、ロシア飢饉 (1921年-1922年)による飢餓、発疹チフス、流行病、スペインかぜによるもので、赤色・白色テロルや弾圧の犠牲者数は数十万人にのぼるという。
ジェイムズ・ライアン(2012年)は、1917年12月から1922年2月にかけて、少なく見積もっても年間28,000 件の死刑が執行されたとする（戦場での処刑はのぞく）。これは、ロシア帝国時代の死刑数は1866年から1917年までの51年間で総計14000件であり、年平均274人であったのと対照的である。
また、赤色テロの初期に射殺された人は少なくとも10,000人と推定する。
ストーン・ベイリー(2013年)やリチャード・パイプス(2011年)の推定では、50,000件から140,000件である。
ロバート・コンクエストは、1917年から1922年にかけて14万人が処刑されたとする。ジョナサン・D・スメレはおそらくその半分以下だろうと推定している。
歴史学者ニコライ・ザヤツ(2018年)は、1918年から1922年にかけてチェーカによって射殺された人の数は約37,300人であり、法廷により1918年から1921年に銃殺された人々は14,200人、また、チェーカーだけでなく、赤軍による処刑を含めて合計約50,000人から55,000人であると述べている。

### スターリンの大テロル
1922年以降のヨシフ・スターリンのテロリズムについては、大粛清(大テロル)などを参照。

## ロシア以外
- ハンガリー革命における赤色テロ
- スペイン内戦における赤色テロ
- 中国共産党 - 毛沢東思想 - 大躍進政策 - 文化大革命 - 紅衛兵 - 中国人民武装警察部隊 - 天安門事件
- 日本共産党 - 山村工作隊 - 中核自衛隊
- 日本赤軍 - 連合赤軍 - 革マル派 - 中核派 - 内ゲバ - 東アジア反日武装戦線
- カンボジアのクメール・ルージュによるカンボジア大虐殺。1975年に親米政権を打倒して政権を掌握したクメール・ルージュは、農村部から都市部に至るまで、反対派を大量に殺戮した。殺戮は1979年にベトナム軍が介入するまで続いた。
- エチオピアにおける赤色テロ - エチオピア革命後の1977–1978年、マルクス・レーニン主義者のメンギスツ・ハイレ・マリアムの社会主義エチオピア (デルグ)によって数十万人から98万人が犠牲になった。
- フィリピン共産党 (CPP)
- 赤い旅団
- センデロ・ルミノソ

## 批判的評価
当時刑務所で裁判を待っていた社会革命党左派指導者マリア・スピリドーノワは、ボリシェヴィキ中央執行部に宛てた1918年11月の公開書簡で次のように批判した。
最も堕落した議会でも、資本主義社会の最も腐敗した新聞でも、反対派に対する憎しみが、これほど高い冷笑主義に達したことはない。[…] 足かせをされた、非武装の無力な人々を毎晩殺害し、背後から銃撃し、衣服を脱がされた遺体をその場で埋葬し、完全に死んでいるわけではない、まだうめき声を上げている人を埋葬する――これはどういった種類のテロか？ これはテロリズムとさえ言えない。 ロシア革命において、テロリズムという言葉は、復讐や脅迫を意味するものではなかった。テロリズムの当初の目的は、圧政に抗議し、抑圧された人々の魂の中にある価値観を目覚めさせ、黙って服従していた人々の良心を呼び覚ますことだった。 テロリストは、自らの自由と命を犠牲にしてテロ行為を行った。 このやり方でのみ、革命家のテロ行為が正当化され得る。 しかし、そのような正当性は、卑劣なチェーカーたち、ボリシェヴィキ指導者たちの信じがたい道徳的貧困のどこにも見出せない。これまで労働者階級は、自らの血で赤く染まった、汚れなき赤旗のもとに革命をもたらしてきた。 彼らの力強い道徳心は、人類の最高の理想のために苦しんできた。 社会主義への信念は、同時に、人類の高貴な未来への信念であり、善、真理、美への信念であり、あらゆる種類の武力の使用の廃止、世界の同胞愛への信念である。 そして今、あなた方は、かつてないほど人々の魂を燃え上がらせたこの信念を、その根幹から傷つけてしまった。—Maria Spiridonova, Open Letter to the Central Executive of the Bolshevik Party、November 1918
赤軍が、白軍による攻撃に対して人質をとっていくと1920年11月30日に宣告すると、ピョートル・クロポトキンは、そうした措置は中世と宗教戦争の時代への回帰であり、新社会建設には相応しくないと批判した。これに対してチェキストのラーチェスは「人質は交換のための資本である」と述べている。
人民社会党員で革命後、ボリシェヴィキを批判したために逮捕され死刑を宣告されたがのち亡命したセルゲイ・メリグーノフは1924年に『ソヴェト＝ロシアにおける赤色テロル 1918-1923』で赤色テロルの詳細について書いた。メリグーノフは、レーニンが1919年12月に赤色テロルは協商国に押し付けられたと弁明したのに対して、赤色テロルはまさにチェーカーによるテロルであったという。
セルゲイ・メリグーノフの同書日本語訳者であるソ連史研究者の梶川伸一は、チェーカーはレーニンの直轄組織であり、レーニンの意志を体現する機関だったし、また人民委員会議もレーニンの意志が強く反映されており、したがって、チェーカーの行動の責任はレーニンにあるという。チェーカーが絶大な権力を掌握したのは、ボリシェヴィキに反対する民衆の抵抗を暴力的に押さえ込む必要があったためで、弾圧は階級闘争として正当化された。反ボリシェヴィキの民衆運動は、内戦が終了後も続き、もはや白軍や反革命とも、外国勢力とも無関係のものとなっていた。ボリシェヴィキの「赤色テロル」を通じた支配構造を持つ暴力的体制は、10月政変直後から、戦時共産主義、ネップ期、スターリン時代にいたるまで一貫した統治システムとして機能したと梶川は指摘する。
ドミトリー・ヴォルコゴーノフは、レーニン主義はテロルなしには考えられないという。ボリシェヴィキは死刑廃止を公約としたが、レーニンは死刑廃止案に、「銃殺なしで、どうやって革命を遂行するのだ」と怒り、死刑を再導入した。そして莫大な数の人間を殺害した。レーニンによるテロルの実例は無数にあり、レーニン主義の擁護者たちは、テロルは内戦の現実や、特殊な状況下から生まれたとするが、レーニン主義の過酷な哲学そのものから、全面的統制の教義から生まれたと指摘している。
歴史学者エレーヌ・カレール・ダンコースは、ソ連とレーニンの支持者は赤色テロルを知らなかったと長くいい続けてきたが、それはあえて知ろうとしなかったのだ、なぜならセルゲイ・メリグーノフの記録『赤色テロル』はすでに1927年に出版されており、これを読みさえすれば、真相を知ることはできたのだから、という。カレール・ダンコースはこの期間についての決算は明明白白たる事実であり、暴力に押さえのきかなくなったソビエト・ロシアの権力は、国全体を敵として扱い、それに自己の意思をおしつけたと指摘した。